# Hippolyte Nectoux
Pour les articles homonymes, voir Nectoux.
Hippolyte Nectoux (né le 8 mai 1759 à Autun et mort le 9 juin 1836 à Montrouge) est un botaniste français.

## Biographie
Hippolyte Nectoux a introduit l'arbre à pain aux Antilles. Membre de la Commission des sciences et des arts durant la campagne d'Égypte, il produit les premières pommes de terre dans ce pays.
Il est allé jusqu'en Nubie où il découvre du séné sauvage sur pied.
Après son retour en France, il devient jardinier en chef du Château de Fontainebleau.
Il est nommé botaniste du roi au mois d'octobre 1788, avec 4 800 livres de rente. En 1812 lors de son voyage à Rome il crée le Jardin botanique, et est fait Chevalier de l'Éperon d'or (Vatican)